# Winfield Townley Scott
Pour les articles homonymes, voir Townley.
Winfield Townley Scott, 30 avril 1910 – 28 avril 1968, est un poète, diariste et critique littéraire américain.

## Biographie
Né à Haverhill dans l'État du Massachusetts, sept jours après l'arrivée de la comète de Halley, il est diplômé de l'université Brown en 1931.
Il est l'auteur d'une importante appréciation de l'écrivain d'horreur H.P. Lovecraft, His Own Most Fantastic Creation: Howard Phillips Lovecraft (1944). Un autre essai sur Lovecraft, Lovecraft as a Poet, paraît d'abord dans Rhode Island on Lovecraft (1945) puis est republié chez un autre éditeur dans une édition révisée sous le titre A Parenthesis on Lovecraft as Poet. Il est en correspondance avec H. P. Lovecraft et en 1950, conseille J. Warren Thomas sur le choix d'une thèse biographique. Il est rédacteur de The Providence Journal and Evening Bulletin.
En 1944, au cours de la guerre du Pacifique, Winfield Townley Scott travaille comme reporteur au Rhode Island quand un marin lui montre son « crâne trophée » dans les bureaux du journal. Cela l'amène à composer le poème « Le marin américain avec le crâne japonais », qui décrit une méthode pour la préparation des crânes, une pratique couramment en usage dans l'armée américaine au pacifique de mutilation de morts de guerre japonais (la tête est pelée, remorquée dans un filet derrière un bateau pour la nettoyer et la polir et à la fin lavée avec de la soude caustique).
Winfield Scott est surtout connu pour ses journaux qu'il publie sous le titre A Dirty Hand (1958). Il correspond avec Ruth Lechlitner.
Plusieurs de ses poèmes paraissent dans l'ouvrage Dont Forget To Fly, une anthologie composée par Paul Janeczko (en) chez Bradbury Press, publiée en 1981.
Il meurt d'une réaction médicamenteuse en 1968.

## Prix et récompenses
- 1963 : finaliste du National Book Award[5]
- 1939/1940 : Shelley Memorial Award

## Œuvres

### Recueils de poèmes
- Wind the Clock (1941)
- The Sword on the Table (1942)
- To Marry Strangers (1945)
- Mr. Whittier and Other Poems (1948)
- The Dark Sister (1958)
- Scrimshaw (1959)
- Collected Poems 1937-1962 (1962)
- Change of Weather (1964)

### Journal
- A Dirty Hand (University of Texas Press, 1969)

### Essais
- Exiles and Fabrications (Doubleday, 1961).